# Wu Shih-yi
Wu Shih-yi (n. 27 aprilie 1998, Taipei, Taiwan) este o boxeră ce a reprezentat Taipeiul Chinez, medaliată olimpică. A participat la 2 ediții ale Jocurilor Olimpice (2020, 2024) în care a câștigat o medalie de bronz.